# Cipriano de Rore

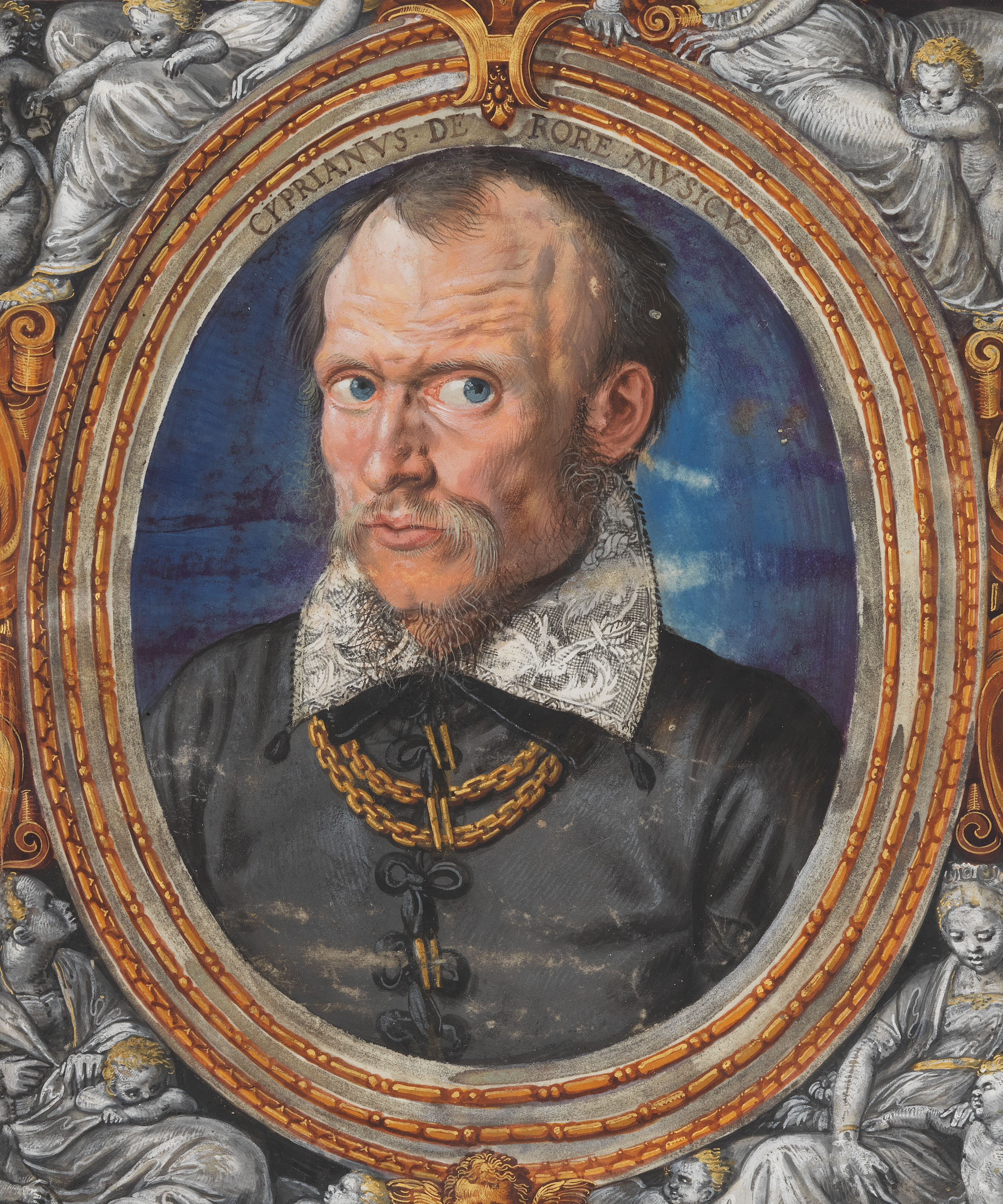
Miniatur von Cipriano de Rore, von Hans Mielich um 1559

Cipriano de Rore (* 1515 oder 1516 in Ronse (französisch: Renaix); † zwischen 11. und 20. September 1565 in Parma) war ein franko-flämischer Komponist, Sänger und Kapellmeister der Renaissance.

## Leben und Wirken
Nach langer Uneinigkeit über de Rores Geburtsort konnte 1983 nachgewiesen werden, dass er aus Ronse, einer flämischen Stadt westlich von Brüssel stammt; der Name Rore ist dort schon seit dem Jahr 1400 bekannt. Im Wappenschild der wohlhabenden Familie, aus der er kommt, sind zwei gekreuzte Sensen vor einem Oval zu sehen; dieses Wappen benutzte der Komponist zum Versiegeln seiner Briefe und es befindet sich auch auf seinem Gedenkstein in der Kathedrale von Parma. Sein Vorname bezieht sich auf den heiligen Cyprianus, der in Ronse in der Kapitelkirche St. Hermes verehrt wurde. Über de Rores frühe Jahre gibt es kaum Informationen. Das Huldigungsmadrigal „Alma real, se come fida stella“, vermutlich 1561 für Margarethe von Parma komponiert, lässt ein vorangegangenes Dienstverhältnis zu der Statthalterin der Niederlande für möglich erscheinen. Margareta hielt sich ab 1533 in Italien auf; sollte de Rore zu ihrem Gefolge gehört haben, wäre sein Aufenthalt in Italien ab diesem Jahr oder später plausibel. Belege gibt es dafür jedoch nicht. Auch die im 19. Jahrhundert von Musikwissenschaftlern erhobene Behauptung, de Rore habe in den späten 1530er und frühen 1540er Jahren als Kapellsänger in der Musikkapelle von San Marco in Venedig gewirkt, ließ sich durch keinerlei Belege bestätigen. Einige Quellen bezeichnen den Komponisten als Schüler von Adrian Willaert, jedoch muss dies nicht unbedingt eine enge Lehrer-Schüler-Beziehung gewesen sein. Sicher bestand ein guter Kontakt von Cipriano de Rore zum engeren Kreis um Willaert, was aus Gedichten von Girolamo Fenaruolo hervorgeht, die 1546 veröffentlicht wurden.
Die Forschungen zum Briefwechsel der Familie Strozzi haben belegt, dass Ruberto Strozzi (um 1512 – 1566) und Neri Capponi (1504–1594), zwei Adelige, die aus Florenz verbannt worden waren und in Venedig bei der Entstehung der Musica Nova von Adrian Willaert eine wichtige Rolle gespielt haben, die ersten Mäzene von de Rore gewesen sind. Er hat für sie Madrigale, Motetten und canzoni komponiert. Die Briefe bezeugen auch, dass sich de Rore von 1542 bis 1545 sehr wahrscheinlich in Brescia aufhielt und bei gelegentlichen Reisen nach Venedig dort vielleicht den Druck seiner Madrigal- und Motettenbücher überwachte. In der gleichen Zeit sind einige Huldigungs-Kompositionen an geistliche und weltliche prominente Personen entstanden, von denen sich der Komponist vielleicht eine Anstellung erwartet hat. Dass Cipriano de Rore schon früh ein hohes Ansehen besaß, ergibt sich aus seinen Beziehungen zu aristokratischen Kreisen in Nord- und Mittelitalien, so zu Cristoforo Madruzzo (1512–1578), Kardinal von Trient, für den er „Quis tuos presul“ komponierte, oder zu Guidobaldo II. della Rovere (1514–1574), Herzog von Urbino, für den die Werke „Itala quae cecidit“ und „Cantiamo lieti“ geschrieben wurden.
Im Jahr 1546 holte ihn Herzog Ercole II. d’Este (1508–1559) als Kapellmeister an seinen Hof nach Ferrara, wo er fast zwölf Jahre lang fast ohne Unterbrechung wirkte, nachdem Ferrara zuvor schon als herausragendes Zentrum der Künste, besonders der Musik, bekannt war. Während dieser Zeit schrieb de Rore dort mindestens 107 Werke für die Familie d’Este sowie für Mitglieder der geistlichen und weltlichen Oberschicht Europas. Für seinen Dienstherrn Ercole entstanden zwei Messen und eine weltliche Motette, und für dessen Bruder, Kardinal Ippolito II. (1509–1572) die Komposition „O qui populos suscipis“ auf einen Text des ferraresischen Hofdichters Giovanni Battista Pigna, von dem de Rore weitere Gedichte vertonte. Er pflegte auch gute Beziehungen zu weiteren Hofdichtern, wie Giambattista Giraldi (genannt Cinzio) und Girolamo Faletti, und vertonte deren Gedichte. Für Kaiser Karl V. komponierte er 1557 das Madrigal „Un’ altra volta in Germania stride“. Wegen des Todes seines Bruders Celestinus machte sich Cipriano de Rore im März 1558 mit Erlaubnis des Herzogs auf die Reise nach Flandern und unterbrach die Reise in München, wo er die Herstellung der Prachthandschrift seiner vier- bis achtstimmigen Motetten am Hof von Herzog Albrecht V. beaufsichtigen konnte. Diese Sammlung enthält auch ein Porträt des Komponisten von dem Hofmaler Hans Mielich, der auch zahlreiche weitere Miniaturen beigesteuert hat. Zusammen mit zwei Kompositionszyklen von Orlando di Lasso wird der Inhalt dieses Prachtbands zu der am Münchner Hof gepflegten Musica reservata gerechnet. Herzog Albrecht erhielt von de Rore im Januar 1559 ein Neujahrsgeschenk in Form einer nicht genannten Komposition.
Nach seinem mehrmonatigen Aufenthalt in seiner Heimat ist de Rore im Dezember 1558 nach Ferrara zurückgekehrt, musste aber im Juli 1559 nochmals nach Flandern reisen, weil infolge des Unabhängigkeitskriegs die Stadt Ronse am 19. Juli 1559 niedergebrannt war und seine Eltern ihr Hab und Gut verloren hatten. Zwischenzeitlich war am 3. Oktober 1559 sein Dienstherr Herzog Ercole verstorben, und Cipriano de Rore bemühte sich nach seiner Rückkehr um die Verlängerung seiner Kapellmeisterstelle beim Nachfolger Alfonso II. d’Este. Die Stelle bekam jedoch Francesco dalla Viola, der dem Herzog bei der Veröffentlichung von Willaerts Musica Nova behilflich gewesen war. Die Regentin der Niederlande, Margarethe von Parma, berief de Rore zunächst nach Brüssel und vermittelte ihn 1560 an den Hof ihres Gatten Ottavio Farnese nach Parma, woraufhin der Komponist am 19. September 1560 Brüssel verließ, nach Parma reiste und dort am 18. Februar 1561 sein erstes Gehalt bekam. Als Adrian Willaert im Dezember 1562 in Venedig verstorben war, schrieb Cipriano de Rore zu Ehren des verstorbenen Meisters die Motette „Concordes adhibete animos“ und wurde 1563 sein Nachfolger an der Basilika San Marco. Doch schon im darauf folgenden Jahr gab er diese prestigeträchtige Stelle wieder auf, nachdem die wegen der Zweiteilung der dortigen Musikkapelle entstandenen Organisationsmängel sich voll ausgewirkt hatten. In einem Brief vom 12. Juli 1564 ist von gravezza del servitio und disordine die Rede.
De Rore hatte während seiner venezianischen Zeit noch Briefkontakt mit dem Herzog von Parma und kehrte dann auf seine frühere Stellung zurück. Für die Hochzeit des Sohnes von Herzog Ottavio, Alessandro Farnese, mit Maria von Portugal (1538–1577) komponierte de Rore das Madrigal „Vieni, dolce Himeo“ und vielleicht auch „Ne l’aria in questi dì“. In seinen letzten Lebensjahren unterhielt er Kontakte zu verschiedenen geistlichen und weltlichen Würdenträgern in Italien und Tirol und widmete ihnen Kompositionen. Der Komponist starb im September 1565 im Alter von etwa 50 Jahren, wobei die näheren Umstände nicht überliefert sind.

## Bedeutung

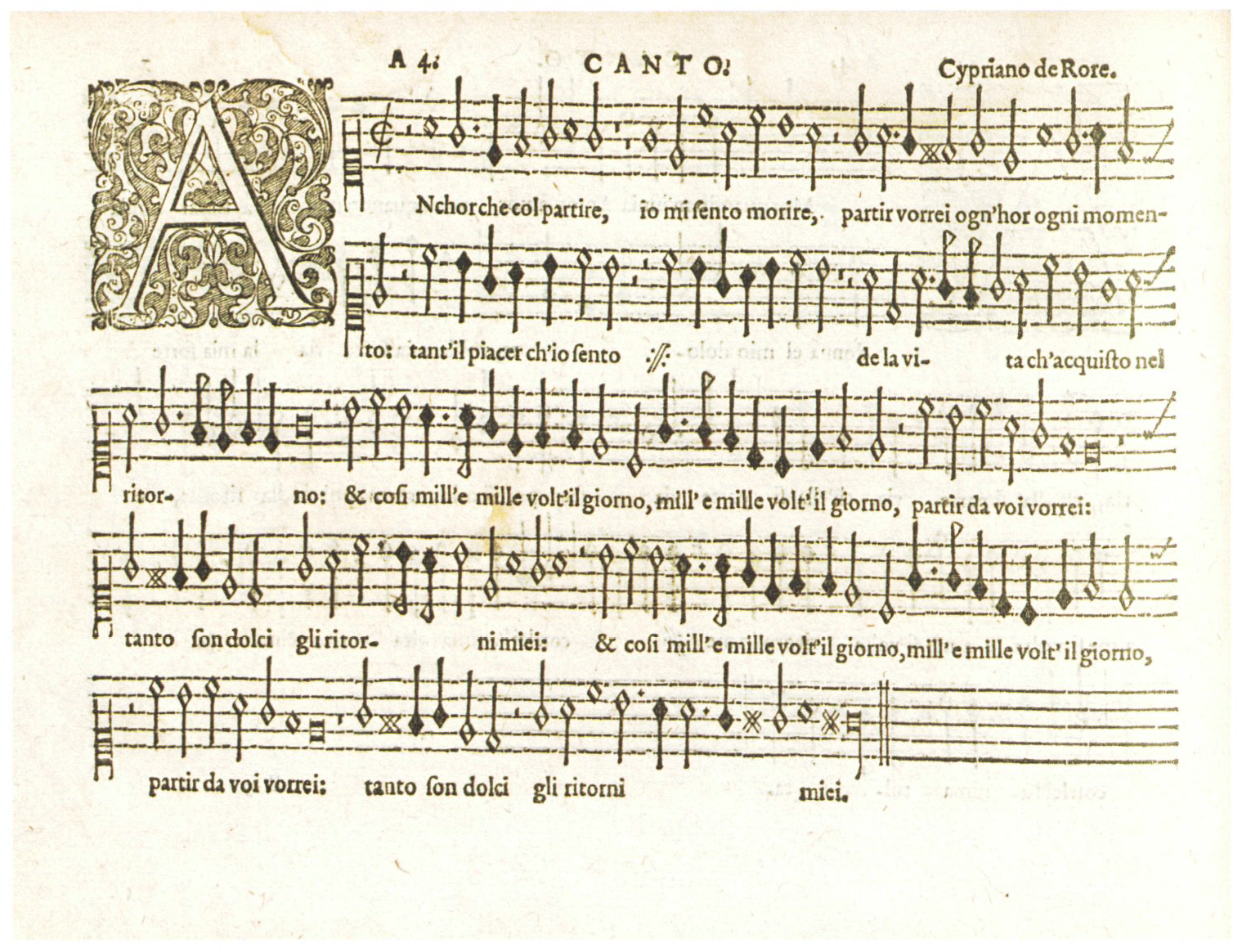
Anchor che col Partire, 1550

Cipriano de Rore schrieb über 100 Madrigale, die größtenteils in sieben Madrigalbüchern erschienen sind. Von diesen sieben enthalten nur die beiden zuerst erschienenen, das von 1542 und von 1550, ausschließlich Werke des Komponisten, die anderen fünf Bücher sind Sammeldrucke. Schon mit seinem ersten Buch, Madrigali a cinque voci, das zwei Jahre später (1544) unter dem Namen Il primo libro de madregali cromatici eine erweiterte Neuauflage erlebte, profilierte er sich bei seinen Zeitgenossen als gereifter Komponist mit großem Talent. In seinen Madrigalen ist ein starker venezianischer Einfluss erkennbar, der sich in einer kompakten, imitativen Polyphonie zeigt, welche bisher nur für Motetten üblich war, außerdem in seiner Vorliebe für das Sonett, besonders für das Canzoniere von Francesco Petrarca. De Rore bevorzugte düstere Themen, die er mit den entsprechenden weltoffenen und dramatischen Mitteln vertonte. Er hat auch gleich in seiner ersten Veröffentlichung die Skala der rhythmischen Werte durch die Verwendung der Notation a note nere erheblich erweitert. Nicht alle Madrigale sind von düsterem Charakter; das beste Gegenbeispiel ist das vierstimmige „Anchor che col partire“, welches zu außergewöhnlicher Beliebtheit aufstieg. Es wurde vielfach vokal und instrumental bearbeitet und diente als Vorlage für Parodiemessen von Philippe de Monte und Balduin Hoyoul sowie für ein Parodie-Magnificat von Orlando di Lasso. In seinem dritten Madrigalbuch (1548) geht sein musikalischer Stil allmählich zu homophonen Passagen, abrupten Tempo- und Texturwechseln sowie zu flexiblen Sprachrhythmen über.
Nach einer Pause von 1550 bis 1557, in der der Komponist nichts veröffentlichte, zeigte de Rore einen erheblich veränderten Kompositionsstil mit einer gewandelten harmonischen und melodischen Sprache. Für die Vertonung einiger Strophen des Orlando furioso von Ludovico Ariosto (1474–1533) knüpft er an die Tradition der improvvisatori aus Ferrara an und kombiniert sie teilweise mit einer kanonischen Schreibweise. Sein verstärkter Einsatz transparenter Stimmengewebe, homophoner Deklamation, einer reichen harmonischen Palette und eines lebendigen Textausdrucks kennzeichnen Cipriano de Rore als deutlichen Vorläufer der künftigen seconda pratica, wie sie später von Claudio Monteverdi vertreten wurde. Die gleiche Entwicklung nahmen auch die weltlichen lateinischen Stücke des Komponisten. So werden in dem achtstimmigen „Donec gratus eram tibi“ nach einer Ode von Horaz der dialogische Text der Dichtung von zwei vierstimmigen Chören homophon dargeboten.
Es gibt nur einen Druck, den zweiten von 1545, der Motetten nur von de Rore enthält, mit modaler Anordnung der Stücke; die anderen sind Sammlungen verschiedener Komponisten (Anthologien), nämlich Liber primus (1544) und Terzo libro (1549). Die Sammlung von 1563 enthält nur vierstimmige Motetten „a voci pari“; es wird darüber hinaus die Existenz einer weiteren Sammlung vermutet, die heute verschollen ist. Viele Motetten des Komponisten sind auch in bedeutenden Handschriften überliefert. An erster Stelle ist hier das unter Förderung von Herzog Albrecht V. entstandene, reich geschmückte Manuskript mit 26 weltlichen und religiösen lateinischen vier- bis achtstimmigen Stücken zu nennen. Zwei weitere Handschriften um 1560 aus dem Hof von Ferrara befinden sich in der Bibliothek der Familie d’Este in Modena. Ähnlich wie bei den Madrigalen zeigt sich in den Motetten eine fortschreitende Tendenz zu größerer Transparenz durch syllabische Textdeklamation und verstärkten Textausdruck. Einen guten Querschnitt über de Rores Motettenschaffen bietet die erwähnte Münchner Handschrift mit ihren Beispielen zur Kanontechnik, zum Kontrapunkt und zum soggetto ostinato.
Mehrere der Messen de Rores gehen auf Vorlagen von Josquin zurück, beispielsweise die fünfstimmige im Druck überlieferte Messe „Vous ne l’aurez pas“ auf die gleichnamige Chanson von Josquin; allerdings fehlen hier Hosanna und Benedictus. Die anderen vier Messen sind handschriftlich vorhanden bzw. posthum gedruckt worden. Die siebenstimmige Messe „Praeter rerum seriem“, ebenfalls nach einer Josquin-Vorlage, war am Münchner Hof Albrechts V. sehr beliebt; der Herzog lobte sie in einem Brief vom 25. April 1557 außerordentlich. De Rores letzte Messe „Doulce mémoire“ könnte von Ferdinand II. von Tirol bestellt worden sein (Brief vom 5. November 1564); in ihr ist die in seinem Gesamtwerk erkennbare Entwicklung zu größerer polyphoner Transparenz ebenso deutlich festzustellen. Der Komponist verfasste auch eine kleinere Zahl weiterer liturgischer Werke, so ein Magnificat sexti toni, fünf Psalmen sowie eine ihm zugeschriebene Johannespassion, die nahezu vollständig homophon geschrieben wurde, gedruckt beim Verleger Le Roy und Ballard, Paris 1557. Auch nach seinem Tod hielt die weitere Verbreitung von de Rores Kompositionen an (Neuauflagen von Madrigalbüchern, weitere Drucke seiner Motetten und Sammelausgaben von Manuskripten anderer Stücke). Auf dem Gebiet des Madrigals gehört de Rore zu den berühmtesten Meistern seiner Zeit; er hatte den Beinamen „Cypriano divino“. Wegen seiner stilistischen Vielseitigkeit stand Cipriano de Rore sowohl bei konservativen Musiktheoretikern (beispielsweise bei Giovanni Maria Artusi, der in ihm einen idealen Vertreter der prima pratica sah) in hohem Ansehen, wie auch bei progressiven Komponisten, wie bei Giovanni de’ Bardi und den Brüdern Claudio und Giulio Cesare Monteverdi, die ihn als Wegbereiter einer neuen Kompositionspraxis, der seconda pratica, gepriesen haben.

## Werke
Gesamtausgabe: Cipriano de Rore: Opera omnia, herausgegeben von B. Meier, 1959–1977 (= Corpus Mensurabilis Musicae Nr. 14)
- Messen
  - Missa a note negre zu fünf Stimmen, auf die eigene Chanson „Tout ce qu’on peut“
  - Missa „Doulce mémoire“ zu fünf Stimmen, auf die gleichnamige Chanson von Pierre Sandrin
  - Missa „Praeter rerum seriem“ zu sieben Stimmen, auf die gleichnamige Motette von Josquin
  - Missa „Vivat felix Hercules“ zu fünf Stimmen, Cantus firmus auf soggetto cavato
  - Missa „Vous ne l’aurez pas“ zu fünf Stimmen, de Rores Autorschaft unsicher, Hosanna und Benedictus fehlen
- Veröffentlichungen von Motetten mit Erscheinungsjahr (alle Venedig)
  - Motectorum liber primus zu fünf Stimmen, 1544
  - Motetta zu fünf Stimmen, 1545
  - Il terzo libro di motetti zu fünf Stimmen, 1549
  - Motetta zu vier Stimmen, 1563
  - Sacrae cantiones zu fünf bis sieben Stimmen, 1595
- Motetten sicherer Zuschreibung (summarisch)
  - 51 Kompositionen zu vier bis sieben Stimmen
- Kontrafakturen von Motetten, alle zu fünf Stimmen (summarisch)
  - 8 Kompositionen
- Motetten zweifelhafter Zuschreibung zu vier bis fünf Stimmen (summarisch)
  - 17 Kompositionen
- Sonstige liturgische Musik zu zwei bis sechs Stimmen (summarisch)
  - 8 Kompositionen
- Veröffentlichungen von Madrigalbüchern zu vier bis fünf Stimmen
  - I madrigali, Venedig 1542 bzw. Il primo libro de madregali cromatici Venedig 1544, mit zahlreichen Neuauflagen
  - Il secondo libro de madregali, Venedig 1544
  - Il terzo libro di madrigali, Venedig 1548, Supplement Venedig 1549
  - Musica ... sopra le stanze del Petrarcha ... libro terzo, Venedig 1548, Supplement Venedig 1549
  - Il primo libro de madregali, Ferrara 1550, mit zahlreichen Neuauflagen
  - Il quarto libro d’i madrigali, Venedig 1557
  - Il secondo libro de madregali, Venedig 1557
  - Li madrigali libro quarto, Venedig 1562
  - Le vive fiamme de’ vaghi e dilettevoli madrigali, Venedig 1565
  - Il quinto libro libro de madrigali, Venedig 1566
- Madrigale und verwandte Gattungen (summarisch)
  - 106 Kompositionen
- Madrigale zweifelhafter Zuschreibung (summarisch)
  - 14 Kompositionen
- Weltliche lateinische Kompositionen zu vier bis sechs Stimmen (summarisch)
  - 16 Kompositionen
- Chansons zu vier bis acht Stimmen (summarisch)
  - 7 Kompositionen, davon 3 mit unsicherer Autorschaft
- Textlose Werke zu fünf bis sechs Stimmen, alle mit unsicherer Autorschaft (summarisch)
  - 4 Kompositionen